# 대티터널
대티터널(大峙터널, Daeti Tunnel)은 부산광역시 사하구 괴정동과 서구 서대신동을 연결하는 터널로 시약산 남쪽 자락에 위치한다. 옛부터 괴정동에서 대신동으로 넘어가는 고갯길을 대티고갯길이라고 불렀는데, 그 아래 터널이 만들어지면서 대티터널이라는 이름이 붙었다. 편도 2차선의 터널로 1969년에 착공하여 1971년에 준공하였으며, 터널의 길이는 405m ~ 416m, 폭은 9m이다.
터널 위에는 대티고개가 있다.
각 차로당 통과높이가 다르며(1차로 '3.5m', 2차로 '4.5m'), 2차로 옆엔 인도가 있는 것이 특징이다.
사하구 괴정동에서 서구 서대신동 방향으로 넘어가는 시내버스 대부분이 이 터널을 통과한다.
밑에는 부산 도시철도 1호선 서대신역 ~ 대티역을 나란히 통과한다. 

## 구조
대티터널의 길이는 상행선 405.8m, 하행선 416.4m이다. 폭은 9m, 높이는 5.9m이며, 편도 2차선의 반원형으로 구성되어 있다.

## 건립
부산의 중심 지역에서 서부 지역으로 가기 위해서는 대티고개를 넘어야 했다. 대티고개는 구덕산의 산등성이로 1930년 고개를 따라 새로운 차로가 생기기 전까지 서부 지역으로의 유일한 교통로였다. 대티터널은 도심 교통의 정체 완화와 항만 물동량의 증가로 인한 교통 체증을 완화하기 위해 건립되었다.

## 완공
1969년 착공하여 1971년 4월에 준공되었다. 부산에서 부산터널 다음으로 2번째 만들어진 터널로 시공자는 현대건설이다. 준공 후 9년째인 1980~1981년에 걸쳐 상·하행선의 대대적인 보수 작업을 시행하여 터널의 기능을 강화하였다. 1971년 6월 1일 유료화하였으나, 언제부터인지 정확하게 알 수 없으나 곧 무료화되었다.

## 현황
부산광역시 사하구 괴정동과 서구 서대신동을 연결하는 낙동대로에 있다. 북구 구포 교차로에서 감전 나들목, 엄궁 삼거리, 하단 오거리, 괴정 사거리를 지나 대티터널을 통과하면 서대신동으로 연결된다. 대티터널을 지나 하단 방면으로 가면 낙동남로와 연결되어 녹산공단을 연결하고, 서대신동에서 부산역 방향으로는 대영로와 연결되는 교통 요지이다. 다른 터널과 달리 인도를 만들어 놓은 것이 특징이다.
대티터널은 2종 시설물로 등록되어 있으며, 부산광역시건설안전시험사업소에서 관리하고 있다. 대티터널은 부산의 중심과 서부 지역을 연결하는 터널로 개통 이후 통행량이 급속하게 증가하여 극심한 체증이 나타나고 있다. 특히 1990년 6월 30일 녹산공단이 준공되고 나서는 출퇴근 시간에 교통량이 급증하여 심각한 교통 정체가 나타나고 있다.
최근에는 심각한 정체로 인한 우회 도로 이용과 녹산공단에 위치한 조선 산업의 경기 침체로 인해 통행량이 조금 감소되고 있다. 2010년 6시에서 20시까지의 교통량은 4만 9640대였으나, 2011년 6시에서 20시까지의 교통량은 4만 6798대로 2010년에 비해 2,842대(5.7%)가 감소하였다.